# 木戸駅
木戸駅（きどえき）は、福島県双葉郡楢葉町大字山田岡字一升平（いっしょうたいら）にある、東日本旅客鉄道（JR東日本）常磐線の駅である。

## 歴史
- 1898年（明治31年）8月23日：日本鉄道の駅として開業[3]。
- 1906年（明治39年）11月1日：日本鉄道が国有化され、官設鉄道の所属となる[3]。
- 1909年（明治42年）10月12日：線路名称の制定により、常磐線の所属となる。
- 1937年（昭和12年）7月12日：駅構内の踏切で急行202列車とバスが衝突。相馬野馬追見物に行くバスの乗員・乗客9人以上が死亡[4]。
- 1949年（昭和24年）6月1日：日本国有鉄道が発足。
- 1972年（昭和47年）10月2日：貨物の取り扱いを廃止[3]。
- 1984年（昭和59年）2月1日：荷物の扱いを廃止[3]。無人駅（簡易委託駅）となる[5]。
- 1987年（昭和62年）4月1日：国鉄分割民営化に伴い、東日本旅客鉄道（JR東日本）の駅となる[3]。
- 2011年（平成23年）3月11日：東日本大震災（福島第一原子力発電所事故）により休止。
- 2014年（平成26年）6月1日：広野駅 - 竜田駅間運行再開にともない、営業を再開[6][7]。再開と同時に無人化された。
- 2020年（令和2年）3月14日：東京近郊区間に編入される[8]。ICカード「Suica」の利用が可能となる[8]。
- 2024年（令和6年）10月1日：えきねっとQチケのサービスを開始[1][9]。

## 駅構造
相対式ホーム2面2線の地上駅である。木造駅舎を有する。駅舎内に待合室、簡易Suica改札機、乗車駅証明書発行機が設置されている。東日本大震災発生前までは富岡駅管理の簡易委託駅だったが、2014年（平成26年）6月1日の営業再開後は無人駅となっている。いわき統括センター（いわき駅）が管理している。

### のりば
| 番線 | 路線     | 方向 | 行先                   |
| ---- | -------- | ---- | ---------------------- |
| 1    | ■ 常磐線 | 下り | 原ノ町・仙台方面       |
| 2    | ■ 常磐線 | 上り | いわき・水戸・上野方面 |

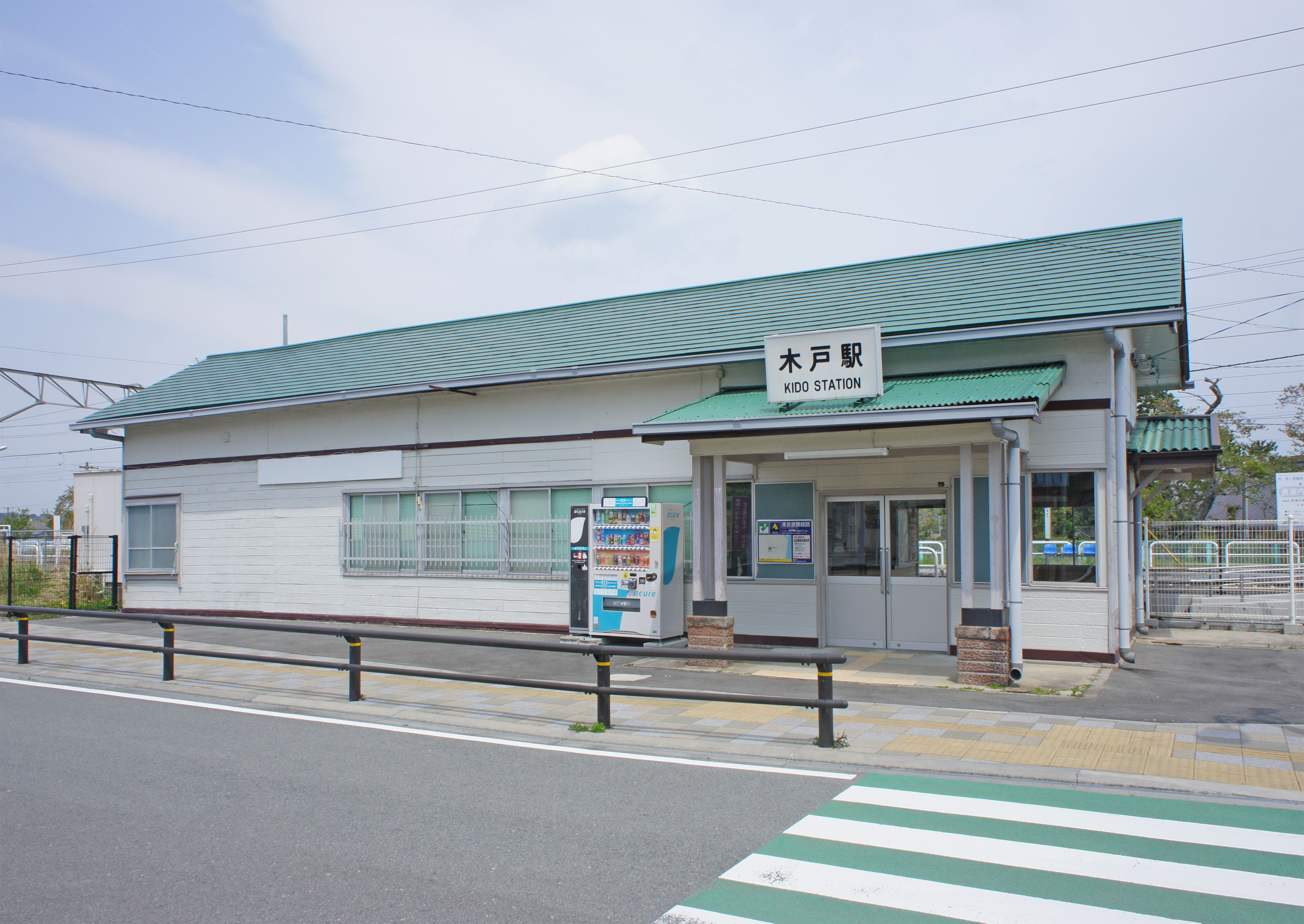
減築前の駅舎（2022年4月）
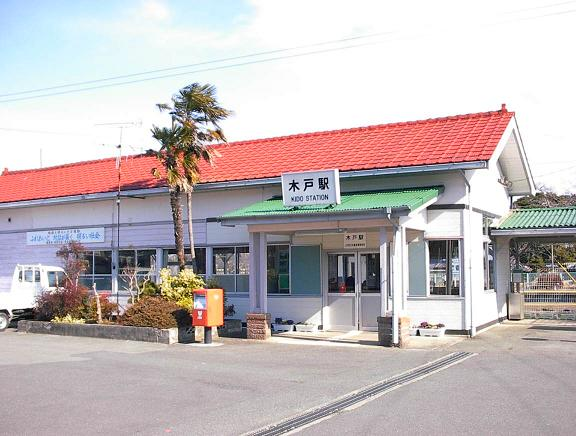
東北地方太平洋沖地震前の駅舎（2004年2月）
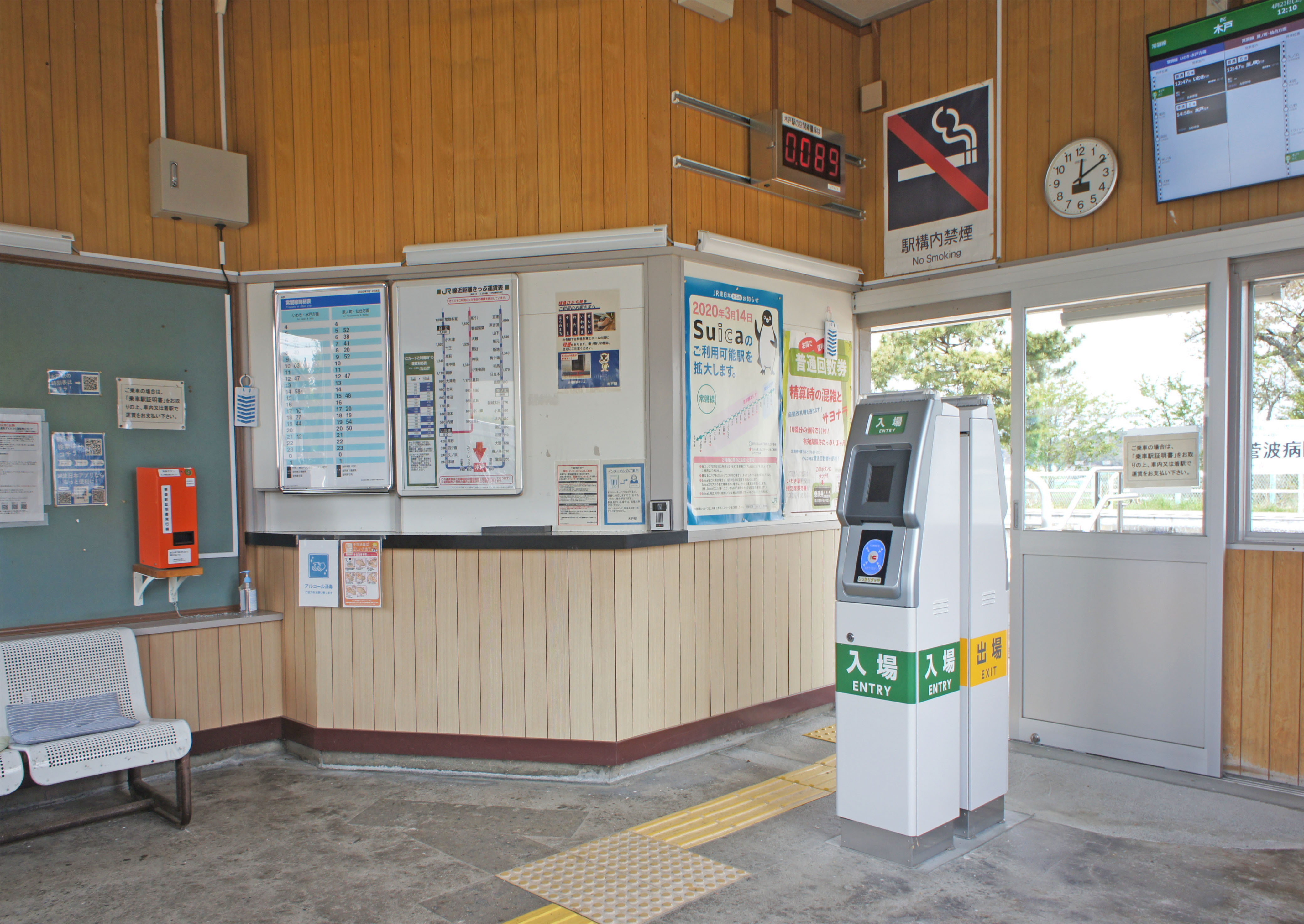
改札口（2022年4月）
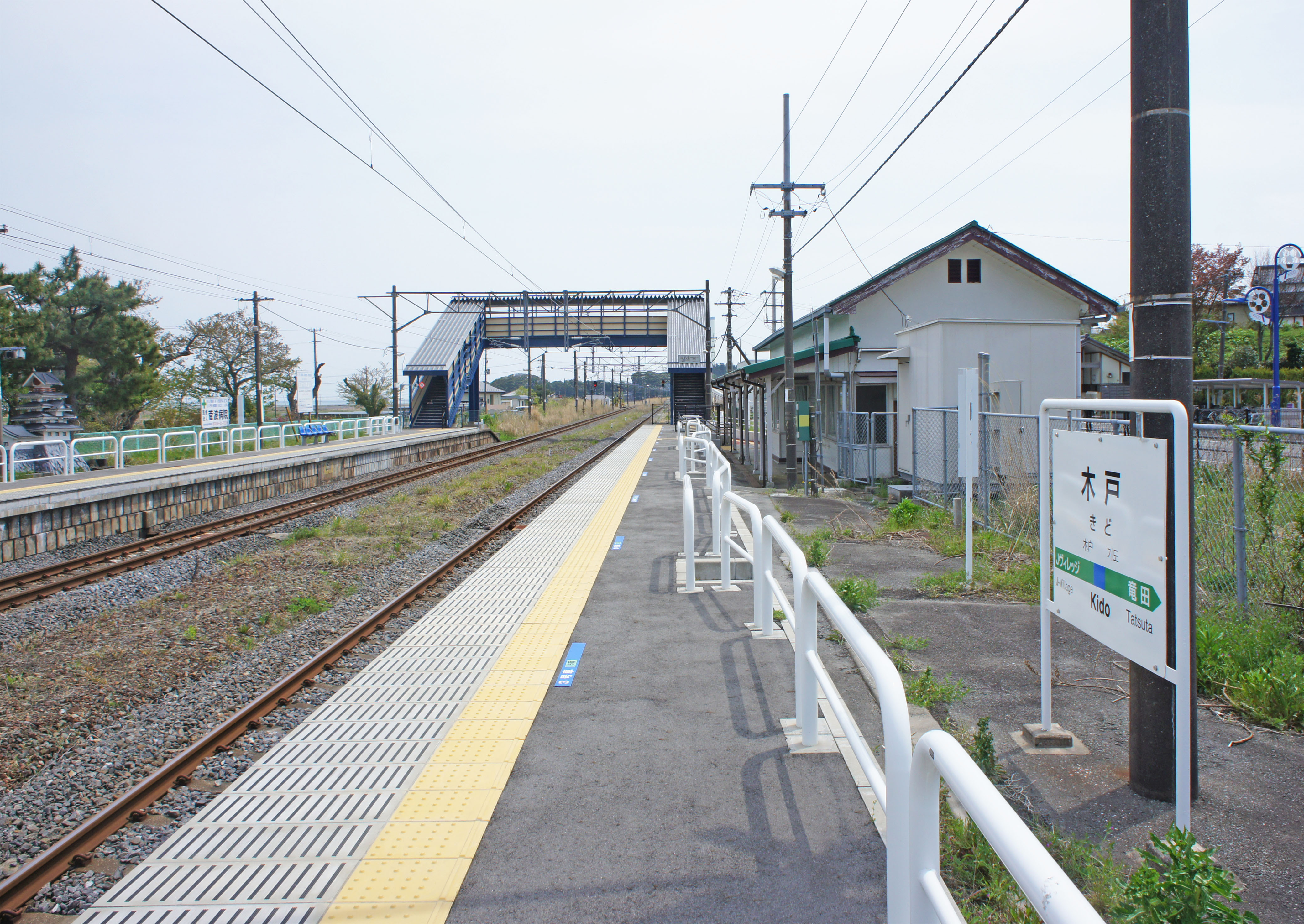
ホーム（2022年4月）

## 利用状況
JR東日本によると、2001年度（平成13年度）- 2010年度（平成22年度）の1日平均乗車人員の推移は以下のとおりであった。
なお、2011年（平成23年）3月11日 - 2014年（平成26年）5月31日まで前述の通り営業休止となり、翌6月1日の営業再開以降は無人駅となったため、2011年度（平成23年度）以降の統計値は公表されていない。
| 乗車人員推移       | 乗車人員推移     | 乗車人員推移    |
| 年度               | 1日平均 乗車人員 | 出典            |
| ------------------ | ---------------- | --------------- |
| 2001年（平成13年） | 205              | [ 利用客数 1 ]  |
| 2002年（平成14年） | 204              | [ 利用客数 2 ]  |
| 2003年（平成15年） | 207              | [ 利用客数 3 ]  |
| 2004年（平成16年） | 188              | [ 利用客数 4 ]  |
| 2005年（平成17年） | 175              | [ 利用客数 5 ]  |
| 2006年（平成18年） | 176              | [ 利用客数 6 ]  |
| 2007年（平成19年） | 166              | [ 利用客数 7 ]  |
| 2008年（平成20年） | 174              | [ 利用客数 8 ]  |
| 2009年（平成21年） | 160              | [ 利用客数 9 ]  |
| 2010年（平成22年） | 145              | [ 利用客数 10 ] |

## 駅周辺
- 国道6号
- 木戸郵便局
- 道の駅ならは
- Jヴィレッジ[2] - 当駅から徒歩20分ほど。隣のJヴィレッジ駅を利用すれば徒歩5分。
- 双葉地方広域市町村圏組合消防本部
  - 富岡消防署楢葉分署
- JERA広野火力発電所
- 天神岬公園
- バリュー・ザ・ホテル楢葉木戸駅前

なお、福島第一原子力発電所事故による当駅を含む楢葉町全域への避難指示は、2015年（平成27年）9月5日に解除された。

## その他
当駅は、水戸駅と仙台駅の中間地点にあたる。

## 隣の駅
東日本旅客鉄道（JR東日本）
■常磐線
Jヴィレッジ駅 - 木戸駅 - 竜田駅

### 記事本文